# Bartłomiej z Wrześni
Bartłomiej z Wrześni (ur. w XVI wieku, zm. w XVII wieku) – pochodzący z Wrześni profesor Akademii Krakowskiej.

## Życiorys
Pochodził z Wrześni, gdzie ukończył szkołę parafialną. W 1597 uzyskał na Akademii Krakowskiej tytuł bakałarza sztuk wyzwolonych, a w 1601 doktora filozofii. Od 1612 był dziekanem wydziału sztuk wyzwolonych krakowskiej uczelni. W 1618 został członkiem Rzeczypospolitej Babińskiej, klubu towarzysko-literackiego działającego w Babinie. Był twórcą utworów satyrycznych, które jednak nie zachowały się.